# LKAB Fastigheter
LKAB Fastigheter AB, tidigare Fastighets AB Malmfälten, är ett dotterbolag till gruvföretaget LKAB och handhar de cirka 2 200 bostäder som LKAB äger. Flertalet av dessa finns i Kiruna och Malmberget samt ett mindre antal i Koskullskulle och Luleå. Anledningen till att LKAB har ett fastighetsbolag kan hittas i dess historia, då man när företaget fortfarande var nytt byggde upp ett stort antal arbetarbostäder åt sina anställda. Därefter har företaget behållit de flesta dessa bostäder i dotterbolagets ägo och i vissa fall utökat sin innehav.
Företaget hette tidigare Fastighets AB Malmfälten, förkortat FAB.